# La Karatigresse aux mains d'acier
Pour plus de détails, voir Fiche technique et Distribution.
La Karatigresse aux mains d'acier (女必殺拳, Onna hissatsu ken, connu aussi sous son titre anglophone Sister Street Fighter) est un film japonais d'arts martiaux réalisé par Kazuhiko Yamaguchi et sorti en 1974. 
C'est un spin-off du film The Street Fighter (激突! 殺人拳, Gekitotsu! Satsujin ken).

## Synopsis
Un policier reçoit la délicate tâche d'infiltrer un cartel de drogue. Alors qu'il a mystérieusement disparu, sa sœur décide de partir à sa recherche…

## Fiche technique
- Titre : La Karatigresse aux mains d'acier[1],[2]
- Titre original : 女必殺拳 (Onna hissatsu ken?)
- Titre anglais : Sister Street Fighter
- Réalisation : Kazuhiko Yamaguchi
- Scénario : Masahiro Kakefuda, Norifumi Suzuki
- Musique : Shunsuke Kikuchi
- Directeur de la photographie : Yoshio Nakajima
- Montage : Osamu Nakata
- Décors : Shuichiro Nakamura
- Production : Kenji Takamura, Kineo Yoshimine
- Société de production : Tōei
- Sociétés de distribution : Tōei - Parafrance (France)[1]
- Pays d'origine :  Japon
- Langue d'origine : japonais
- Genre : film d'action, film d'arts martiaux
- Durée : 86 minutes[3]
- Date de sortie : 
  - Japon : 31 août 1974[3]
  - France : 28 mai 1975[1],[4]
- Classification : interdit aux moins de 18 ans lors de sa sortie en France[1]

## Distribution
- Etsuko Shihomi : Li Koryu
- Emi Hayakawa : Emi Hayakawa
- Sanae Ōhori : Shinobu Kojo
- Sonny Chiba : Seiichi Hibiki

## Récompenses et distinctions

### Nominations
- Saturn Award 2008 : Saturn Award de la meilleure collection DVD (au sein du coffret Sonny Chiba Collection)